# المعهد الدولي للتبريد
المعهد الدولي للتبريد (IIR) ومعروف بالفرنسية أيضًا باسم (the Institut International du Froid (IIF))  هو منظمة حكومية دولية مستقلة قائمة على العلوم والتكنولوجيا هدفها تطوير عملية التبريد والتكنولوجيا والتطبيقات المرتبطة به على نطاق عالمي لتحسين مستوى المعيشة بأسلوب فعال من حيث التكلفة وطريقة مستدامة بيئيًا ويشتمل على:
- جودة الأغذية وسلامتها من المزرعة إلى المستهلك
- الراحة بالمنازل والمباني التجارية
- المنتجات الصحية وخدماتها
- تكنولوجيا ذات درجة حرارة منخفضة وتكنولوجيا الغاز المسيل
- كفاءة استخدام الطاقة
- استخدام المبردات غير المستنفدة للأوزون والتقليل من الاحتباس الحراري بطريقة آمنة.

تُنَظم أنشطة المعهد العلمية والتقنية عن طريق 10 لجان تنقسم إلى خمسة أقسام مختلفة، وينتج المعهد مجلة شهرية عن التبريد تنشرها إلزفير(Elsevier) باسم المجلة الدولية للتبريد.
تضم هيئة المعهد الدولي للتبريد موظفين مثل المدير العام ديدييه كولومب، وقسم المعلومات العلمية والتقنية (STID) وقسم الاتصالات وتطوير المؤتمرات وقسم الترجمة والسكرتارية.